# Ebony Bones
Ebony Bones, nata Thomas (Londra, 9 ottobre 1982), è una cantautrice, produttrice discografica e attrice britannica.

## Biografia
Ebony Bones ha pubblicato il suo album di debutto Bone of My Bones nel 2009; il disco ha raggiunto la 182ª posizione della classifica francese. Nel 2010 è stata invitata ad esibirsi all'Expo e l'anno successivo ha aperto i concerti europei di Cee Lo Green. Ha fondato la sua etichetta 1984 Records ed ha poi reso disponibili altri due album, Behold, a Pale Horse e Nephilim, entrambi accolti favorevolmente dalla critica specializzata. Come attrice è stata attiva nella soap Family Affairs interpretando il personaggio di Yasmin Green, grazie alla quale ha ricevuto diverse candidature ai British Soap Awards.

## Discografia

### Album in studio
- 2009 – Bone of My Bones
- 2013 – Behold, a Pale Horse
- 2018 – Nephilim